# پوپوویچی (صربستان)
پوپوویچی (به صربی: Popovići) یک منطقهٔ مسکونی در صربستان است که در کرالیفو واقع شده‌است.